# Sukamerindu (Suku Tengah Lakitan Ulu)
Sukamerindu is een bestuurslaag in het regentschap Musi Rawas van de provincie Zuid-Sumatra, Indonesië. Sukamerindu telt 1550 inwoners (volkstelling 2010).